# Craugastor phasma
Craugastor phasma är en groddjursart som först beskrevs av Lips och Savage 1996.  Craugastor phasma ingår i släktet Craugastor och familjen Craugastoridae. IUCN kategoriserar arten globalt som otillräckligt studerad. Inga underarter finns listade i Catalogue of Life.